# العلاقات التشادية السورينامية
العلاقات التشادية السورينامية هي العلاقات الثنائية التي تجمع بين تشاد وسورينام.

## مقارنة بين البلدين
هذه مقارنة عامة ومرجعية للدولتين:
| وجه المقارنة                                              | تشاد                      | سورينام                        |
| --------------------------------------------------------- | ------------------------- | ------------------------------ |
| المساحة (كم2)                                             | 1.28 مليون                | 163.27 ألف                     |
| عدد السكان (نسمة)                                         | 15.23 مليون               | 563.40 ألف                     |
| الكثافة السكانية (ن./كم²)                                 | 11.9                      | 3.45                           |
| العاصمة                                                   | انجمينا                   | باراماريبو                     |
| اللغة الرسمية                                             | لغة فرنسية، اللغة العربية | اللغة الهولندية                |
| العملة                                                    | فرنك وسط أفريقي           | دولار سورينامي، غيلدر سورينامي |
| الناتج المحلي الإجمالي (بليون دولار)                      | 9.98 مليار                | 3.32 مليار                     |
| الناتج المحلي الإجمالي (تعادل القوة الشرائية) بليون دولار | 30.54 مليار               | 9.07 مليار                     |
| الناتج المحلي الإجمالي الاسمي للفرد دولار أمريكي          | 775                       | 9.48 ألف                       |
| الناتج المحلي الإجمالي للفرد دولار أمريكي                 | 2.18 ألف                  | 16.64 ألف                      |
| مؤشر التنمية البشرية                                      | 0.392                     | 0.714                          |
| رمز المكالمات الدولي                                      | +235                      | +597                           |
| رمز الإنترنت                                              | .td                       | .sr                            |
| المنطقة الزمنية                                           | ت ع م+01:00               | 00                             |

## منظمات دولية مشتركة
يشترك البلدان في عضوية مجموعة من المنظمات الدولية، منها:
| علم المنظمة | اسم المنظمة                                 | تاريخ انضمام تشاد | تاريخ انضمام سورينام |
| ----------- | ------------------------------------------- | ----------------- | -------------------- |
|             | يونسكو                                      | 19 ديسمبر 1960    | 16 يوليو 1976        |
|             | وكالة ضمان الاستثمار متعدد الأطراف          | 11 يونيو 2002     | 2 يوليو 2003         |
|             | الأمم المتحدة                               | 20 سبتمبر 1960    | 4 ديسمبر 1975        |
|             | مجموعة دول أفريقيا والكاريبي والمحيط الهادئ | ?                 | ?                    |
|             | الاتحاد البريدي العالمي                     | ?                 | ?                    |
|             | البنك الدولي للإنشاء والتعمير               | 10 يوليو 1963     | 27 يونيو 1978        |
|             | منظمة التعاون الإسلامي                      | ?                 | ?                    |
|             | منظمة حظر الأسلحة الكيميائية                | ?                 | ?                    |
|             | الاتحاد الدولي للاتصالات                    | 25 نوفمبر 1960    | 15 يوليو 1976        |
|             | مؤسسة التمويل الدولية                       | 2 أبريل 1998      | 1 سبتمبر 2011        |
|             | منظمة التجارة العالمية                      | ?                 | ?                    |
|             | منظمة الشرطة الجنائية الدولية               | ?                 | ?                    |

## وصلات خارجية
- موقع وزارة الخارجية السورينامية